# Djupgöl (Dalhems socken, Småland)
Djupgöl är en sjö i Västerviks kommun i Småland och ingår i Motala ströms huvudavrinningsområde.